# Hiroki Ito (football, 1978)
Pour les articles homonymes, voir Hiroki Ito et Ito.
Hiroki Ito (伊藤 宏樹, Ito Hiroki) est un footballeur japonais né le 27 juillet 1978. Il évolue au poste de défenseur.

## Palmarès
- Champion de J-League 2 en 2004 avec le Kawasaki Frontale
- Vice-Champion du Japon en 2006, 2008 et 2009 avec le Kawasaki Frontale
- Finaliste de la Coupe de la Ligue japonaise en 2007 et 2009 avec le Kawasaki Frontale